# With Oden on Our Side
Albums de Amon Amarth
Fate of Norns
(2004) Twilight of the Thunder God
(2008)
With Oden on Our Side est le sixième album du groupe de Death metal Mélodique Amon Amarth, et le premier à entrer dans les chart du Billboard américain.
Il a été enregistré en mai et Juin 2006 et est sorti en Europe le 22 septembre 2006 par Metal Blade Records. Une version limitée est aussi sortie avec un second disque incluant des chansons live, des démos et des chansons inédites. Les chansons "Runes to My Memory" et "Cry of the Black Birds" ont toutes deux fait l'objet de clips.
Johan Hegg dira au sujet du titre de l'album: "Et bien, ça a plusieurs significations. Odin est bien sûr le plus grand dieu de la mythologie scandivave, et il est le dieu de la guerre, de la sagesse, de la poésie et de l'art. La raison pour laquelle nous avons choisi ce titre est qu'il correspondait au concept général des paroles de l'album et signifiait aussi les sensations que nous avions durant l'écriture et l'enregistrement de cet album. Nous nous sommes littéralement sentis comme si les Dieux étaient à notre côté." ("Well, it kind of has several meanings to it. Oden is of course the highest god in Scandinavian mythology, and he's the god of warfare, wisdom, poetry and artistry. The reason we chose the title is that it suited the lyrical concepts of the album and signified the feeling we had during the writing and recording of the album. We literally felt as if we had the Gods on our side.")
Sur la pochette de l'album on voit le dieu nordique Odin chevauchant sa divine monture Sleipnir.

## Liste des titres
1. "Valhall Awaits Me" – 4:44
2. "Runes to My Memory" – 4:33
3. "Asator" – 3:04
4. "Hermod's Ride to Hel - Lokes Treachery Part 1" – 4:41
5. "Gods of War Arise" – 6:03
6. "With Oden on Our Side" – 4:35
7. "Cry of the Black Birds" – 3:50
8. "Under the Northern Star" – 4:17
9. "Prediction of Warfare" – 6:37

## CD Bonus (édition limitée)
1. "Where Silent Gods Stand Guard" (Live at Wacken Open Air 2004) – 6:11
2. "Death in Fire" (Live at Wacken 2004) – 4:55
3. "With Oden on Our Side" (Demo version) – 4:32
4. "Hermods Ride to Hel: Lokes Treachery Pt 1" (Demo version) – 4:49
5. "Once Sent from the Golden Hall" (Sunlight Studio enregistré en 1997) – 4:03
6. "Return of the Gods" (Sunlight enregistré en 1997 - chanson inédite) – 3:34

- Chansons 3 et 4 enregistré au Amon Amarth's rehearsal studio, Janvier 2006.
- Chansons 5 et 6 enregistré au Sunlight Studio, Mars 1997.

## Formation
- Fredrik Andersson - Batterie
- Olavi Mikkonen - Guitare
- Johan Hegg - Chant
- Johan Söderberg - Guitare
- Ted Lundström - Basse